# Vacqueville
Vacqueville est une commune française située dans le département de Meurthe-et-Moselle, en région Grand Est.

## Géographie
Source du ruisseau Martinval (qui donne son nom au bois et à une rue du village). L'eau de cette source aurait certaines vertus guérissantes. Ce ruisseau se jette dans la Verdurette.
|           | Montigny    | Sainte-Pôle |
| Merviller | Vacqueville | Pexonne     |
|           | Veney       | Neufmaisons |

### Hydrographie
La commune est dans le bassin versant du Rhin au sein du bassin Rhin-Meuse. Elle est drainée par la Verdurette et le ruisseau des Grands Pres,.
La Verdurette, d'une longueur de 11 km, prend sa source dans la commune de Neufmaisons et se jette  dans la Vezouze à Fréménil, après avoir traversé onze communes. 

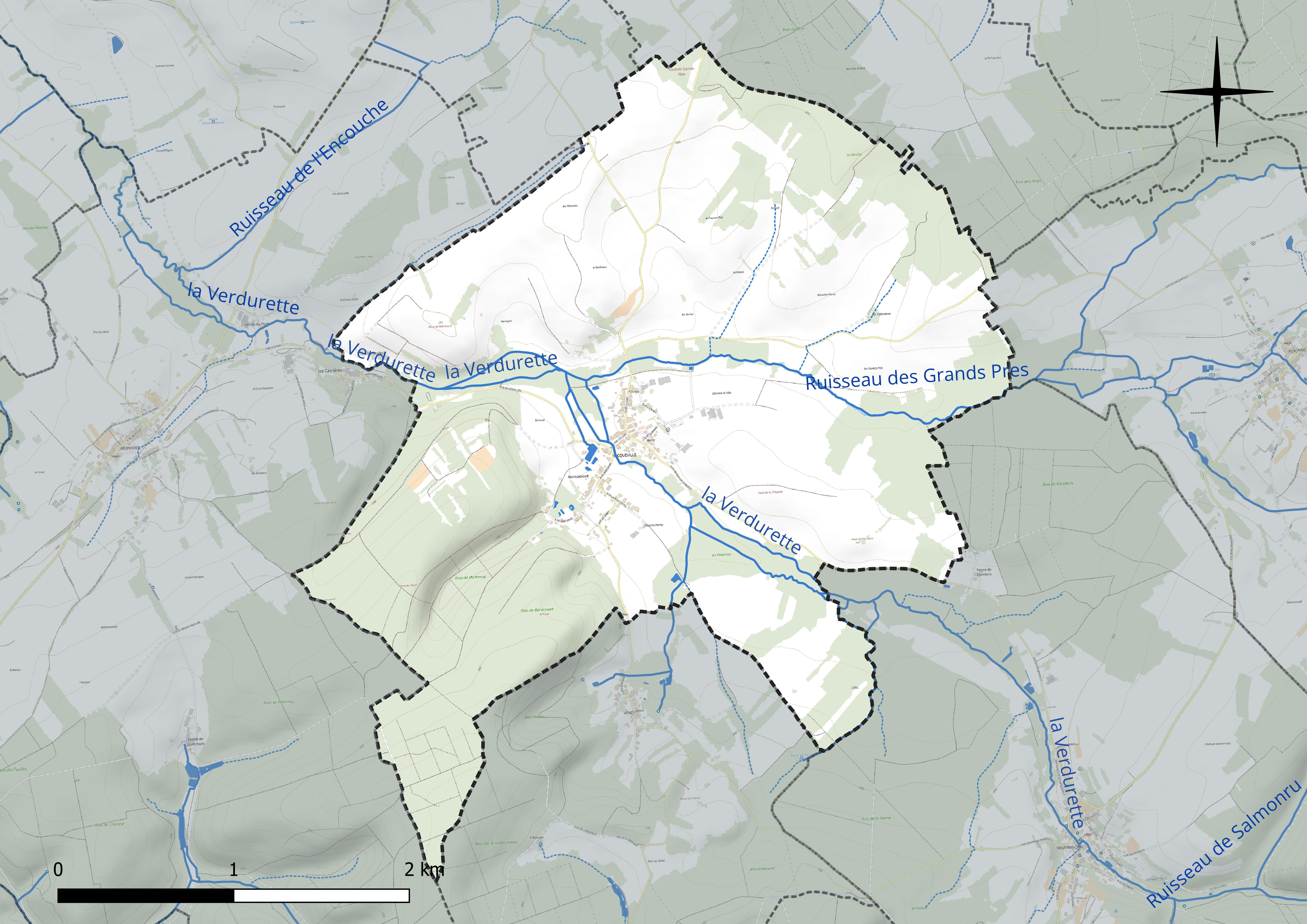
Réseau hydrographique de Vacqueville.

### Climat
Pour des articles plus généraux, voir Climat du Grand Est et Climat de Meurthe-et-Moselle.
En 2010, le climat de la commune est de type climat des marges montargnardes, selon une étude du Centre national de la recherche scientifique s'appuyant sur une série de données couvrant la période 1971-2000. En 2020, Météo-France publie une typologie des climats de la France métropolitaine dans laquelle la commune est exposée à un climat semi-continental et est dans la région climatique  Vosges, caractérisée par une pluviométrie très élevée (1 500 à 2 000 mm/an) en toutes saisons et un hiver rude (moins de 1 °C). 
Pour la période 1971-2000, la température annuelle moyenne est de 9,6 °C, avec une amplitude thermique annuelle de 16,9 °C. Le cumul annuel moyen de précipitations est de 1 031 mm, avec 12,2 jours de précipitations en janvier et 10,1 jours en juillet. Pour la période 1991-2020, la température moyenne annuelle observée sur la station météorologique de Météo-France la plus proche, « St Maurice », sur la commune de Saint-Maurice-aux-Forges à 4 km à vol d'oiseau, est de 10,5 °C et le cumul annuel moyen de précipitations est de 837,4 mm. 
La température maximale relevée sur cette station est de 39,2 °C, atteinte le 25 juillet 2019 ; la température minimale est de −19,9 °C, atteinte le 1er mars 2005,,. 
Les paramètres climatiques de la commune ont été estimés pour le milieu du siècle (2041-2070) selon différents scénarios d'émission de gaz à effet de serre à partir des nouvelles projections climatiques de référence DRIAS-2020. Ils sont consultables sur un site dédié publié par Météo-France en novembre 2022.

## Urbanisme

### Typologie
Au 1er janvier 2024, Vacqueville est catégorisée commune rurale à habitat dispersé, selon la nouvelle grille communale de densité à sept niveaux définie par l'Insee en 2022.
Elle est située hors unité urbaine. Par ailleurs la commune fait partie de l'aire d'attraction de Baccarat, dont elle est une commune de la couronne,. Cette aire, qui regroupe 13 communes, est catégorisée dans les aires de moins de 50 000 habitants,.

### Occupation des sols
L'occupation des sols de la commune, telle qu'elle ressort de la base de données européenne d’occupation biophysique des sols Corine Land Cover (CLC), est marquée par l'importance des territoires agricoles (53,3 % en 2018), une proportion identique à celle de 1990 (53,3 %). La répartition détaillée en 2018 est la suivante : forêts (44 %), terres arables (37,3 %), prairies (15,9 %), zones urbanisées (2,7 %), zones agricoles hétérogènes (0,1 %). L'évolution de l’occupation des sols de la commune et de ses infrastructures peut être observée sur les différentes représentations cartographiques du territoire : la carte de Cassini (XVIIIe siècle), la carte d'état-major (1820-1866) et les cartes ou photos aériennes de l'IGN pour la période actuelle (1950 à aujourd'hui).

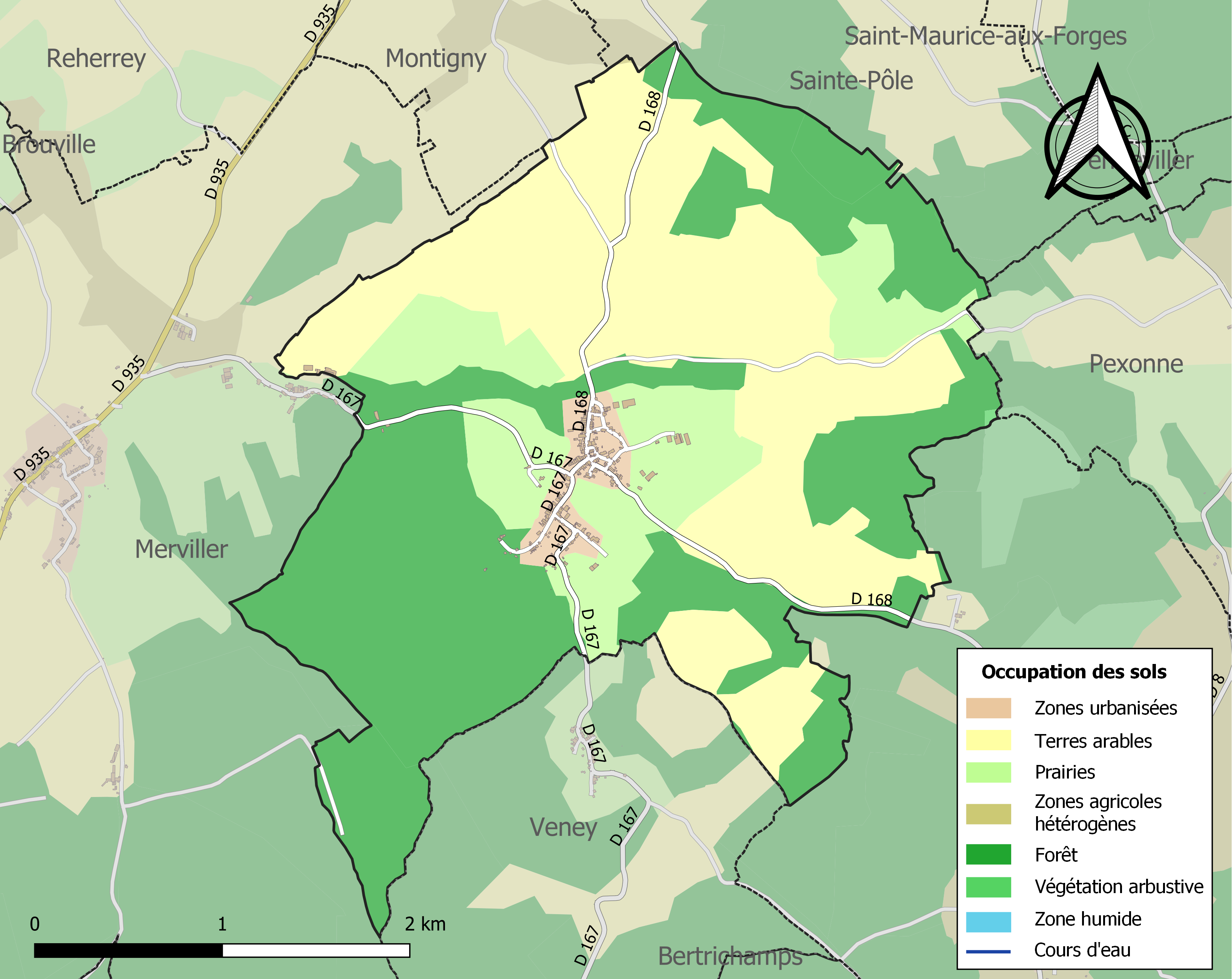
Carte des infrastructures et de l'occupation des sols de la commune en 2018 (CLC).

## Toponymie
Episcopi villa (1120) ; Vaskevile (1179) ; Vacheviller (1186) ; Vesqueville (1327) ; Vaquevilla, Waquevilla (1402) ; Vacville (1420) ; Waqueville (1424) ; Wacqueville (1513).
De l'ancien français vile « ferme, village »  précédé de l'ancien français Evesque, réduit à Vesque > Vasque-, d'où le sens global de « ferme, village de l'évêque ».
Remarque : homonymie avec Vecqueville (Haute-Marne, Episcopi villa 7e siècle) et homophonie sans doute fortuite avec Vacqueville (Calvados, hameau à Vierville-sur-Mer, sans forme ancienne) dont l'élément Vacque- représente peut-être le nom de personne germanique Wacco ou norrois Vakr.

## Histoire
Présence gallo-romaine[réf. nécessaire].
Le village est libéré le 1er novembre 1944 par l’attaque de La Nueve, compagnie d’Espagnols républicains réfugiés en France lors de la Retirada, qui faisait partie de la 2e DB.

## Politique et administration

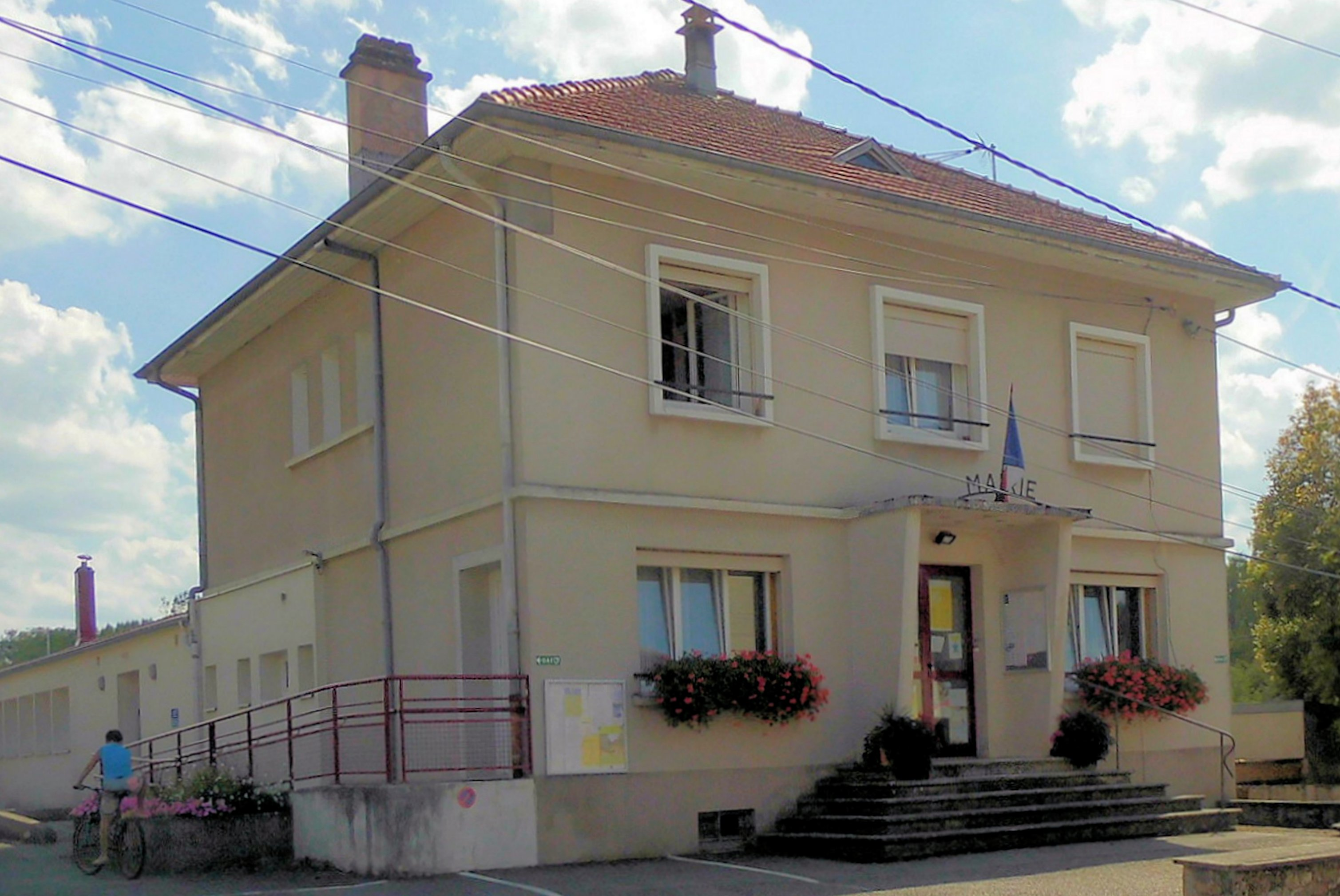
La mairie.

| Période                                  | Période                   | Identité                                         | Étiquette | Qualité |
| ---------------------------------------- | ------------------------- | ------------------------------------------------ | --------- | ------- |
| Les données manquantes sont à compléter. |                           |                                                  |           |         |
| mars 2001                                | mars 2008                 | Marcel Margot                                    | PS        |         |
| mars 2008                                | En cours (au 23 mai 2020) | Jean-Marie Lardin Réélu pour le mandat 2020-2026 |           |         |

## Population et société

### Démographie
L'évolution du nombre d'habitants est connue à travers les recensements de la population effectués dans la commune depuis 1793. Pour les communes de moins de 10 000 habitants, une enquête de recensement portant sur toute la population est réalisée tous les cinq ans, les populations de référence des années intermédiaires étant quant à elles estimées par interpolation ou extrapolation. Pour la commune, le premier recensement exhaustif entrant dans le cadre du nouveau dispositif a été réalisé en 2004.

En 2022, la commune comptait 222 habitants, en évolution de −7,88 % par rapport à 2016 (Meurthe-et-Moselle : −0,13 %, France hors Mayotte : +2,11 %).
| 1793 | 1800 | 1806 | 1821 | 1831 | 1836 | 1841 | 1846 | 1851 |
| ---- | ---- | ---- | ---- | ---- | ---- | ---- | ---- | ---- |
| 553  | 481  | 476  | 681  | 715  | 739  | 721  | 703  | 698  |

| 1856 | 1861 | 1872 | 1876 | 1881 | 1886 | 1891 | 1896 | 1901 |
| ---- | ---- | ---- | ---- | ---- | ---- | ---- | ---- | ---- |
| 669  | 672  | 651  | 627  | 600  | 582  | 560  | 576  | 547  |

| 1906 | 1911 | 1921 | 1926 | 1931 | 1936 | 1946 | 1954 | 1962 |
| ---- | ---- | ---- | ---- | ---- | ---- | ---- | ---- | ---- |
| 572  | 555  | 463  | 432  | 413  | 390  | 332  | 310  | 306  |

| 1968 | 1975 | 1982 | 1990 | 1999 | 2004 | 2006 | 2009 | 2014 |
| ---- | ---- | ---- | ---- | ---- | ---- | ---- | ---- | ---- |
| 271  | 254  | 224  | 211  | 240  | 235  | 235  | 253  | 251  |

| 2019 | 2022 | - | - | - | - | - | - | - |
| ---- | ---- | - | - | - | - | - | - | - |
| 234  | 222  | - | - | - | - | - | - | - |

## Culture locale et patrimoine

### Lieux et monuments

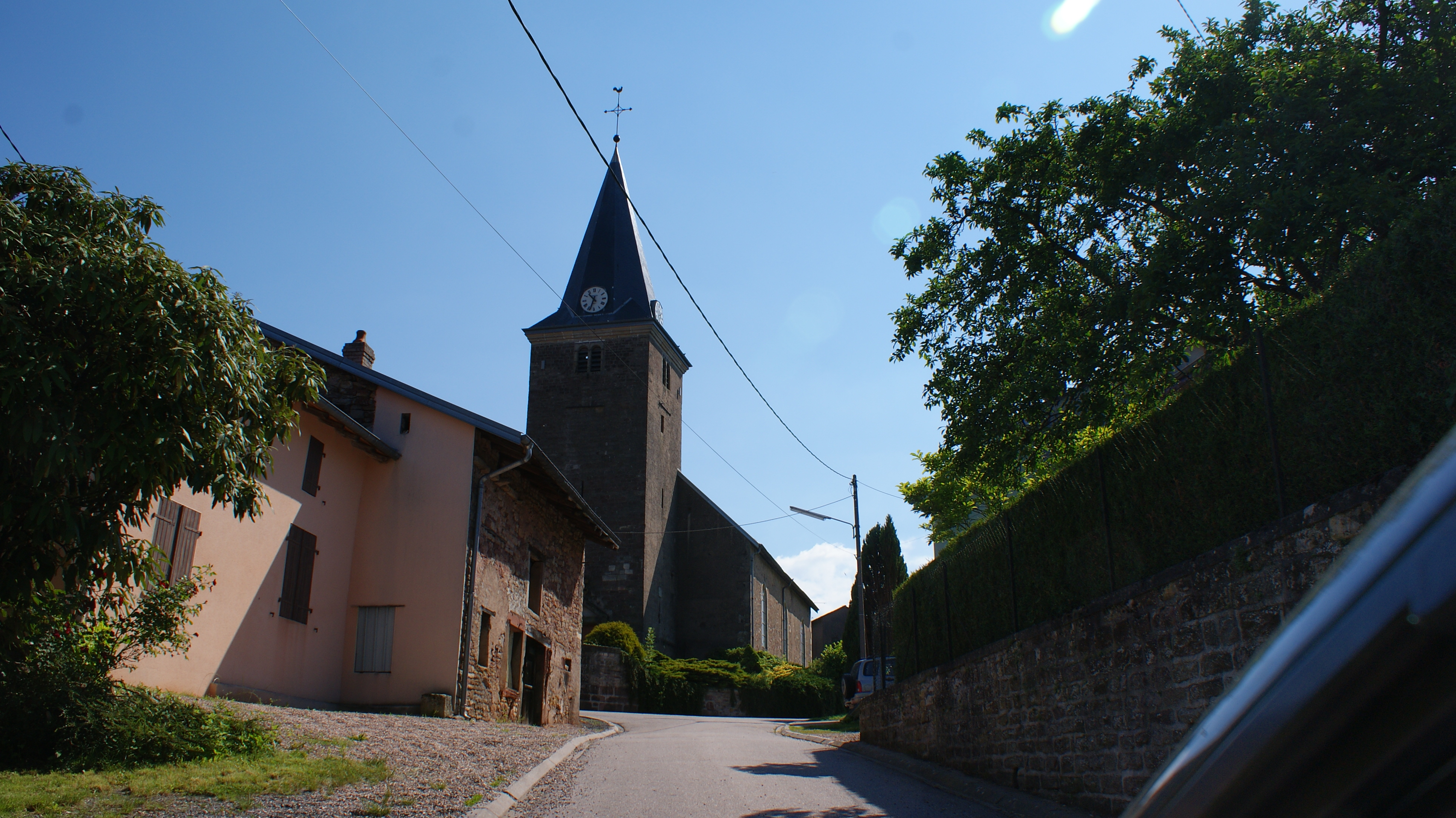
Église au centre du village.

- Moulin à blé des Carrières, puis moulin à tan et féculerie, actuellement maison et ferme. Moulin à blé mentionné pour la première fois en 1530. Propriété de l'abbaye de Haute Seille jusqu'en 1791, alors dénommé moulin des Carrières. Lui est adjoint un moulin à tan à une date inconnue. Agrandi en 1861 à la suite de sa transformation partielle en féculerie de pommes de terre. Possédait encore en 1863 deux meules à blé et un pilon à écorce mus par une seule roue hydraulique. Usine réglementée en 1863 ; abandon de la mouture du blé et du broyage du tan avant 1894, désaffectation de la féculerie entre 1914 et 1920. Actuellement maison ferme. Une partie des bâtiments et du canal se trouve sur le territoire de la commune de Merviller.

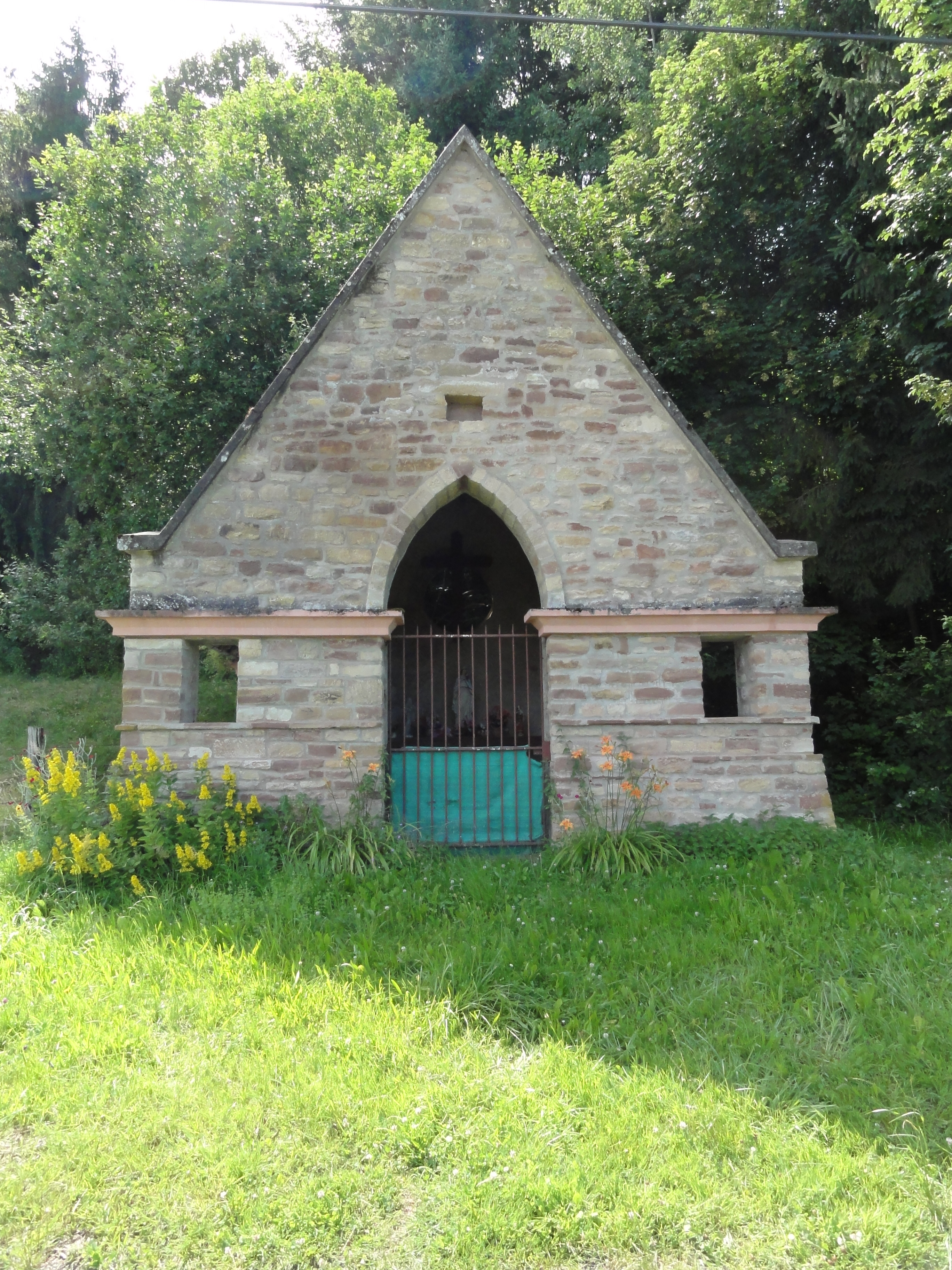
Chapelle Saint-Étienne.

- Église Saint-Étienne XVIIIe siècle.
- Chapelle Saint-Étienne.

### Personnalités liées à la commune
- Dominique Pergaut (1792-1808), né à Vacqueville, peintre-paysagiste de Stanislas Leszczyński.

### Héraldique, logotype et devise
| Blason de Vacqueville | Blason  | De gueules au dextrochère de carnation vêtu d'azur, mouvant d'un nuage d'argent, tenant une épée d'argent garnie d'or accostée de deux cailloux aussi d'or, au chef d'argent chargé de deux vaches colletées et clarinées d'azur.                                           |
| Blason de Vacqueville | Détails | Les armes du chapitre de la cathédrale de Metz nous indiquent que Vacqueville faisait partie de cet évêché. L'étymologie du nom de la commune est ville aux vaches, ce qui explique la présence des deux vaches du blason. Le statut officiel du blason reste à déterminer. |